# سایریل لاورنس
سایریل لاورنس (انگلیسی: Cyril Lawrence; ۱۲ ژوئن ۱۹۲۰ – ۱۴ آوریل ۲۰۲۰) بازیکن فوتبال اهل بریتانیا بود.
از باشگاه‌هایی که در آن بازی کرده‌است می‌توان به باشگاه فوتبال بلکپول اشاره کرد.
وی در ۱۴ آوریل ۲۰۲۰ بر اثر ابتلا به بیماری کرونا درگذشت.